# Hopfenmeile
Die Hopfenmeile war eine Trabrennbahn im oberbayerischen Pfaffenhofen an der Ilm.

## Geschichte

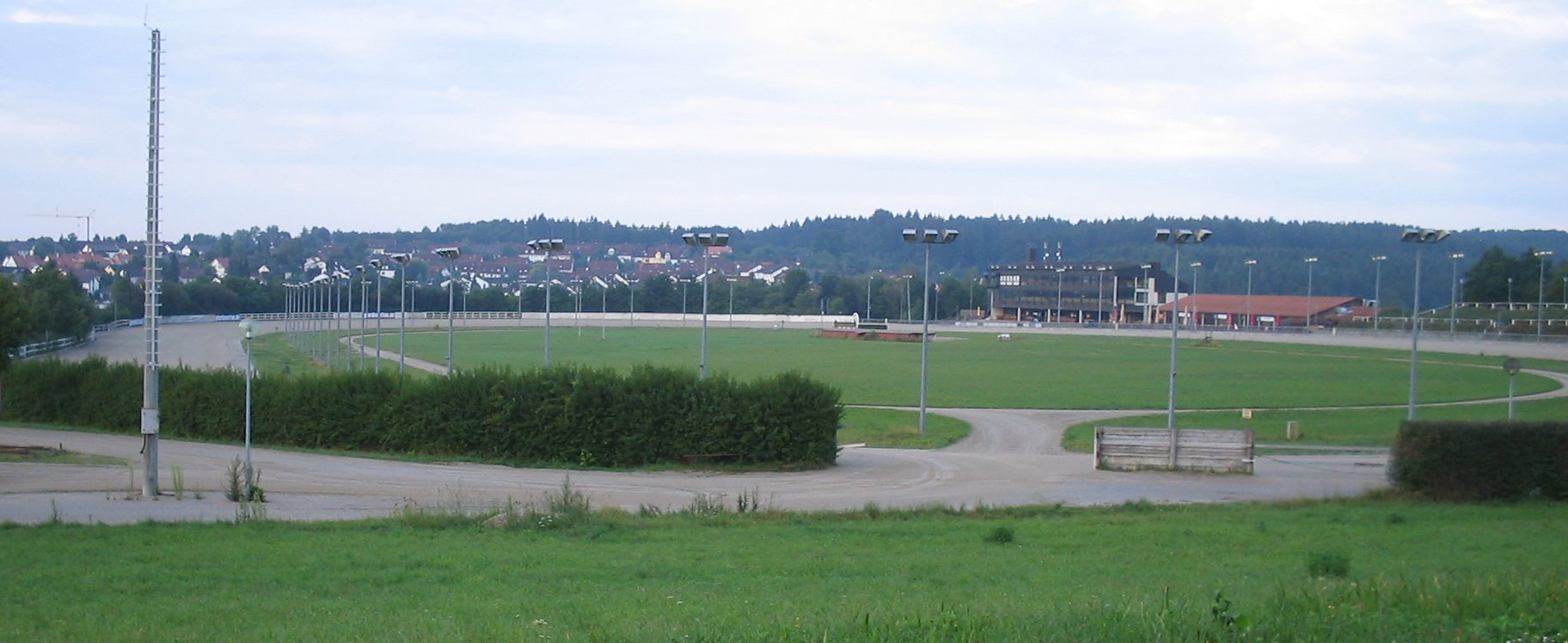
Hopfenmeile in Pfaffenhofen an der Ilm

Bereits 1921 wurden im Hopfenland Hallertau die ersten Rennen mit Trabern veranstaltet. Nach dem Zweiten Weltkrieg kam diese Tradition jedoch zum Erliegen.
Die Rennbahn entstand im Jahr 1981 auf Betreiben des Brauereibesitzers Sebastian Urban, dem späteren Vorsitzenden des Oberbayerischen Trabrennvereins. Das erste Rennen startete der damalige bayerische Landwirtschaftsminister Hans Eisenmann. Ein Jahr später wurde ein Tribünenhaus mit über 600 Sitzplätzen in Betrieb genommen und 1983 eine Festhalle mit Gastronomie fertiggestellt.
Im Jahr 2009 musste der betreibende Oberbayerische Trabrennverein Insolvenz anmelden und Versuche die Trabrennbahn weiter zu betreiben scheiterten. Nach verschiedenen Zwischennutzungen liegt die Fläche nach Stand 2023 brach.

## Daten
- Die Bahn misst eine Länge von 804,5 Metern. Dies entspricht einer halben englische Meile.
- Jährlich fanden von Mitte März bis Ende Dezember 43 Veranstaltungstage statt.

## Fernsehdokumentation
Im Mai 2003 drehte Dagmar Wagner für den Bayerischen Rundfunk die Dokumentation Pferde, Geld und Leidenschaft: Die Hopfenmeile.